# Hans Christoph von Ebeleben
Hans Christoph von Ebeleben (* 23. Juni 1578 in Wartenburg; † 7. November 1651 in Dresden) war ein deutscher Jurist und Verwaltungsbeamter.

## Leben
Ebeleben war der Sohn des kursächsischen Landrats Apel von Ebeleben und dessen Ehefrau Agnesa, geb. von Werthern. Am 31. Dezember 1589 wurde Ebeleben für das Fach Jura an der Universität Wittenberg immatrikuliert. Dort wurde er vom Juristen Valentin Wilhelm Forster betreut und gefördert. 1595 wechselte er für zwei Jahre an die Universität Leipzig und kehrte 1597 nach Wittenberg und zu Forster zurück. Hier beendete er 1602 erfolgreich sein Studium.
Nach seinem Studium lehnte Ebeleben eine Berufung an das Hofgericht und an den Hof in Dresden ab. Er kehrte nach Wartenburg zurück und bewirtschaftete den Familienbesitz. Mit 39 Jahren heiratete Ebeleben am 11. November 1617 Agnesa von Dohrstadt. 1635 vertraute ihm Kurfürst Johann Georg I. von Sachsen das Amt des Amtshauptmanns von Wittenberg, Gommern, Belzig und Elbenau an. Noch im selben Jahr wurde er auch zum Assessor in Wittenberg ernannt. 1638 erfolgte die Beförderung zum Hofrichter.
In den Jahren 1644 bis 1647 versuchte Ebeleben als kursächsischer Vermittler im Streit zwischen Fürst Johann von Anhalt-Zerbst und dessen Onkel Fürst August von Anhalt-Plötzkau zu schlichten. 1645 wurde Ebeleben durch Fürst Ludwig I. von Anhalt-Köthen in die Fruchtbringende Gesellschaft aufgenommen. Er bekam den Gesellschaftsnamen Der Redliche und als Motto zur köstlichsten Salbung verliehen. Als Emblem wurde ihm die indianische Nardenwurzel (Nardostachys jamatanansi L.) zugedacht. Im Köthener Gesellschaftsbuch findet sich der Eintrag Ebelebens unter der Nr. 435. Dort ist auch das Reimgesetz verzeichnet, welches er anlässlich seiner Aufnahme verfasst hatte:
Der Jnder Narden ist von Edler großen kraft,
Ein redlichs Balsamöhl wird uns daraus bereitet:
Der Herren Herr ward auch gesalbt mit diesem saft,
Als glaub’ und lieb’ hierzu Marien ageleitet:
Der Redlich’ heiß ich nun: Ein redlichs hertze schaft
Was recht und redlich ist, darvon auch nimmer schreitet,
Ja seinem nechsten auch den Balsam köstlich giebt
Zur salbung, wan es Gott recht redlich macht verliebt.
Im Alter von 73 Jahren starb Hans Christoph von Ebeleben am 7. November 1651 in Dresden. Mit ihm erlosch das Geschlecht dieser Linie im Mannesstamme. Das Rittergut Wartenburg fiel an die mit ihm verwandten Brüder von Witzleben.